# 후견
후견(後見)은 친권자가 없는 미성년자 또는 피성년후견인, 피한정후견인을 보호하기 위한 제도이다.
후견은 미성년자의 부모가 사망, 행방불명되거나 친권상실의 선고를 받아 친권자가 없어진 경우, 부모가 친권의 일부인 대리권과 재산관리권 상실의 선고를 받거나 대리권과 재산관리권을 사퇴한 경우에 행해진다.(민법 제928조) 또, 성년자라도 성년후견 또는 한정후견 개시의 선고를 받은 때에는 그를 보호하기 위해 후견이 행해진다.(민법 제929조, 제959조의2)
미성년후견인은 가족관계의 등록 등에 관한 법률 제80조제1항에 따라 취임일부터 1개월 내에 미성년후견 개시의 신고를 하여야 하고, 성년후견개시 및 한정후견개시의 선고는 후견등기에 관한 법률에 따라 이를 등기하여야 한다.

## 후견인
후견 임무를 집행하는 사람을 후견인이라고 한다. 미성년후견인은 1명으로 하고, 성년후견인은 여러 명을 둘 수 있다.(민법 제930조)
미성년자에 대해서는 부모가 유언으로 후견인을 지정할 수 있고, 지정후견인이 없거나 후견인이 사망, 결격 등으로 없게 된 경우에는 가정법원이 후견인을 선임한다. 미성년후견인을 2명 이상 지정한 경우에는 그 우선순위를 정해놓지 않은 한 지정 자체를 무효로 해석한다. 피성년후견인과 피한정후견인에 대해서는 가정법원이 후견인을 선임한다.
2013년 7월 1일 법정후견인과 친족회 제도는 폐지되었고, 친족회 대신 후견감독인 규정이 신설되었다.

### 자격
후견인이 친족일 필요는 없다. 그러나, 미성년자, 피성년후견인, 피한정후견인 등과 파산선고를 받은 자, 법원에서 해임된 법정대리인, 행방불명자, 피후견인을 상대로 소송을 하였거나 하고 있는 자 등은 후견인이 될 수 없다.(민법 제937조)

#### 외국인의 후견인 자격 여부
외국인도 후견인이 될 수 있다. 과거에는 "후견의 직무 성질상 외국인은 후견인이 될 수 없다."라는 규정(호적예규 제158호, 가족관계등록예규 제184호)이 있었으나, 2010년 6월 8일 대법원은 국제교류와 다문화가정이 증가하고 있는 현실을 반영하여 이 규정을 폐지하였다.

### 지정후견인
미성년자에게 친권을 행사하는 부모는 유언으로 후견인을 지정할 수 있다.(민법 제931조제1항) 다만, 법률행위의 대리권과 재산관리권이 없는 친권자는 후견인을 지정할 수 없다. 가정법원은 유언으로 후견인이 지정된 경우라도 미성년자의 복리를 위하여 필요하면 생존하는 부 또는 모, 미성년자의 청구에 의하여 후견을 종료하고 생존하는 부 또는 모를 친권자로 지정할 수 있다.(민법 제931조제2항)

### 선임후견인
미성년자에게 부모가 유언으로 지정한 지정후견인이 없거나 후견인이 사망, 결격 등으로 없게 된 경우에는 가정법원이 직권으로 또는 미성년자, 친족, 이해관계인, 검사, 지방자치단체의 장의 청구에 의하여 미성년후견인을 선임한다.(민법 제932조) 성년후견개시를 선고할 경우 가정법원이 직권으로 성년후견인을 선임하며, 성년후견인이 사망, 결격 등으로 없게 된 경우에도 직권으로 또는 피성년후견인, 친족, 이해관계인, 검사, 지방자치단체의 장의 청구에 의하여 성년후견인을 선임한다.(민법 제936조)
후견인으로서의 지위는 의무성이 내포된 권리이므로, 후견인은 마음대로 그 지위를 포기할 수 없다. 그러나 정당한 사유가 있으면 가정법원의 허가를 받아 사임할 수 있다.(민법 제939조) 또, 가정법원은 피후견인의 복리를 위하여 후견인을 변경할 필요가 있다고 인정되는 경우에는 후견인을 변경할 수 있다.(민법 제940조)

## 후견의 내용
후견인의 후견사무에는 후견을 받는 사람의 신분에 관한 사항과 재산에 관한 사항이 있다. 신분사항에 관한 내용은 미성년자와 피성년후견인에 차이가 있으나, 재산상의 후견에 관해서는 내용이 거의 같다.

### 피후견인의 신분에 관한 권리·의무
미성년후견인은 미성년자의 신분에 관해 친권자와 동일한 권리의무를 가지지만, 일정한 행위에 대해서는 후견감독인이 있으면 그의 동의를 받아야 한다.(민법 제945조)
성년후견인이 피성년후견인을 치료 등의 목적으로 정신병원이나 그 밖의 다른 장소에 격리하려는 경우에는 가정법원의 허가를 받아야 한다.(민법 제947조의2) 그러나, 피한정후견인에 대해서는 신분상의 권리의무를 갖지 않는다.

### 피후견인의 재산에 관한 권리·의무
피후견인의 재산에 관해 후견인은 법률행위 대리권과 재산관리권을 가지는데, 친권자에 대한 정도의 신뢰를 부여할 수 없으므로 많은 제한이 따른다. 즉 후견인은 피후견인의 재산에 대해 선량한 관리자로서의 주의를 갖고 관리해야 하며,(민법 제956조) 중요한 행위를 할 때에는 후견감독인이 있으면 그의 동의를 받아야 한다.(민법 제950조)
후견감독인과 가정법원은 후견인의 신분상 또는 재산상의 후견임무를 감독한다.(민법 제953조, 제954조)

## 주요판례
- 피후견인의 재산에 관한 후견인의 권리는 행사상의 일신전속권이므로, 채권자대위권의 목적이 될 수 없다.[1]
- 재산목록 작성이 끝날 때까지 후견인의 권한행사를 제한하는 규정에 위반한 후견인의 행위는 무권대리 행위에 해당한다.[2]
- 미성년자에 대한 법정후견인의 취임은 지정후견인이 없음을 조건으로 후견개시사유 발생과 동시에 당연히 이루어지고 호적상 후견개시신고는 보고적 신고에 불과하다.[3]
- 직계혈족은 부계이거나 모계이거나 관계없다. 따라서 외조모가 백부보다 선순위 법정후견인이 된다.[4]
- 법정후견인의 우선순위를 정한 민법 제932조, 제935조제1항에서 말하는 직계혈족을 부계(父系)만으로 한정하여 해석할 이유가 없다.[5]
- 약정 당시 자녀가 미성년자로서 행위무능력자이고 모(母)는 이미 재혼하여 1990년 12월 31일 이전의 민법규정상 친권을 상실한 자였다면 설사 모가 자녀에 대한 후견인의 지위에서 피후견인인 자녀의 부동산 지분에 관한 권리의 득실변경을 목적으로 하는 행위를 동의하였거나 대리한 취지로 부재소 합의를 하게 된 것이라도 이에 관하여 친족회의 동의를 얻지 못한 이상 자녀가 성년에 달한 후 3년 이내에 위 부재소 합의를 취소한 것은 적법하다.[6]
- 친족회의 동의를 얻지 아니한 채 제소한 후 사실심의 변론종결시까지 그 동의를 얻지 아니하였다면 절차적 안정이 요구되는 소송행위의 성격상 민법 제950조제2항의 규정을 따져볼 것도 없이 무효이다.[7]

## 같이 보기
- 친권자